# برنده (فیلم ۲۰۱۷)
برنده (به انگلیسی: Winner) فیلمی هندی محصول سال ۲۰۱۷ و به کارگردانی گوپیچند مالیننی است. در این فیلم بازیگرانی چون سای دارم تج، راکول پریت سینگ، جاگاپاتی ببو، موکش ریشی و سونیا آگراوال ایفای نقش کرده‌اند.